# Uvalde (Teksas)
Uvalde – miasto położone w południowo-zachodnim Teksasie, w Stanach Zjednoczonych, siedziba hrabstwa Uvalde. Leży ok. 130 km na zachód od San Antonio i jest bramą do malowniczych wzgórz i rzek regionu Hill Country. 
Historycznie znane jako „Światowa Stolica Miodu”. Ta reputacja wynika z unikalnych warunków botanicznych regionu, a zwłaszcza z obfitości krzewu huajillo (Acacia wrightii). Pszczelarskie dziedzictwo miasta jest celebrowane corocznym Festiwalem Miodu (Uvalde Honey Festival).
Znane m.in. z bardzo dobrych warunków (bardzo wysoka temperatura gruntu oraz relatywnie chłodne masy powietrza o dużej wilgotności) do termicznych przelotów szybowcowych (porównywalnych z Namibią i RPA), wielokrotne miejsce organizacji zawodów wysokiego szczebla, z mistrzostwami świata włącznie.

## Historia
Rozwój miasta był związany z rolnictwem, hodowlą bydła i koleją, która dotarła do Uvalde pod koniec XIX wieku. Miasto stało się ważnym ośrodkiem handlowym dla okolicznych rancz i farm.

## Demografia
Według danych spisu ludności Stanów Zjednoczonych, Uvalde charakteryzuje się znaczącą przewagą ludności pochodzenia latynoskiego.
Na podstawie danych pięcioletnich z 2023 roku:
- 80,1% mieszkańców to osoby pochodzenia latynoskiego.
- 15,3% mieszkańców to osoby rasy białej (niebędące Latynosami).
- Pozostałe grupy rasowe, takie jak osoby rasy czarnej, azjatyckiej, indiańskiej czy wielorasowej, stanowią niewielki odsetek populacji.

## Znane osoby związane z miastem
- John Nance Garner – wiceprezydent USA w latach 1933–1941
- Matthew McConaughey – aktor
- Dale Evans – piosenkarka i aktorka, znana jako "Królowa Kowbojek"
- Dolph Briscoe – 41. gubernator Teksasu

## Wydarzenia
- Mistrzostwa Świata w Szybownictwie 2012
- Strzelanina w szkole w Uvalde